# Украинский геометрический сборник
«Украинский геометрический сборник» (Український геометричний збірник) — щорічний математичний журнал, що виходив від 1965 до 1992 року. Друкувало видавництво Харківського державного університету.
Відповідальним редактором усіх випусків був Олексій Васильович Погорєлов. Серед відомих математиків, у журналі друкувалися Ю. Д. Бураго, В. А. Залгаллер, А. Д. Мілка , І. Х. Сабітов, Г. Я. Перельман , В. П. Солтан.

## Історія
Починаючи від 1985 року (випуск 28), з відставанням на кілька років, статті перекладалися в Journal of Soviet Mathematics, а від 1991 року — в Journal of Mathematical Sciences.
1994 року на базі журналів «Украинский геометрический сборник» та «Теория функций, функциональный анализ и их приложения» (Теорія функцій, функціональний аналіз та їх застосування) організовано щоквартальний математичний журнал «Журнал математичної фізики, аналізу, геометрії».